# Okres Gjirokastër
Okres Gjirokastër (albánsky Rrethi i Gjirokastrës) je okres v Albánii. Počet obyvatel je 56 000 (2004) s početnou řeckou menšinou, má rozlohu 1 137 km². Nachází se na jihu země. Jeho hlavní město je Gjirokastër. Mimo hlavního města je v okresu Gjirokastër ještě Libohovë. Společně s okresem Përmet a Tepelenë, se nachází v kraji Gjirokastër.